# Technion – Izraelský technologický institut
Technion – Izraelský technologický institut (hebrejsky הטכניון – מכון טכנולוגי לישראל‎‎; anglicky Technion – Israel Institute of Technology) je izraelská univerzita technického zaměření nacházející se v Haifě, v Izraeli, která byla založena roku 1924 (základní kámen roku 1912). V roce 2007 vydal časopis Times seznam 200 nejlepších světových univerzit, v jehož žebříčku se Technion umístil na 25. místě. K roku 2010 na univerzitě studovalo 12 849 studentů.

## Výzkum
Ve spolupráci s farmaceutickou společností Teva Pharmaceutical Industries vyvinuli vědci z Izraelského technologického institutu lék Azilect, který potlačuje příznaky Parkinsonovy choroby.